# 土曜会
土曜会（どようかい）とは、明治・大正時代に存在した貴族院の院内会派（明治34年（1901年）12月7日 - 大正8年（1919年）11月15日）。
最大会派研究会の台頭に憂慮を抱いていた朝日倶楽部21名と庚子会（懇話会の後身）24名に無所属団（第一次無所属）から9名が合同して54名（公爵2名・伯爵4名・子爵7名・男爵5名・勅選議員17名・多額納税者議員19名）にて結成された。初代幹事長に二条基弘が選出されたが、実際には曾我祐準・小沢武雄・谷干城らが中心として運営されていた。また、貴族院議長で朝日倶楽部の前身三曜会を率いていた近衛篤麿も入会していたため、彼等の従来の主張である反藩閥・反政党内閣が引き継がれていった。
第1次桂内閣で土曜会は軍拡に反対、政府と衆議院の妥協で成立した予算案修正を提案（衆議院の反対で却下）、政党に妥協する政府への攻撃も行った。反抗的な土曜会は桂太郎首相と元老の山縣有朋にとっては頭の痛い問題で、政府による貴族院の統制が図られたが、政府と政党の妥協を受け入れた研究会と違い土曜会はあくまでも反対を貫き、政府と衆議院からの貴族院自立を主張し続けた。
結成から2年経った明治36年（1903年）に56名まで増加するも、以後離脱者が相次ぎ40名台に低迷。明治44年（1911年）の伯子爵議員選挙と多額納税者議員選挙後は30名台にまで減少した。特に大正8年（1919年）の男爵議員による公正会結成に伴う同議員の大量離脱に伴って院内交渉団体としての資格を失ったのを機に、解散して第一次無所属との合同を行うことを決定する。結果的に有爵議員はこれに従わず、会の多数を占める勅選議員と多額納税者議員のみが合同に参加して同成会を結成した。